# Peter Melander von Holzappel
Peter Melander von Holzappel (Holzapfel), född 8 februari 1589 i Niederhadamar en stadsdel i Hadamar, död 17 maj 1648 i Augsburg, var en kejserlig fältherre under trettioåriga kriget och greve, vanligen känd under namnet Melander (grekisk form av familjenamnet Eppelmann).
Peter Melander tillhörde en reformert bondefamilj i Nassau, började sin militära bana i Nederländerna, gick år 1615 i venetiansk tjänst och var 1620 överste för ett schweiziskt regemente i Basel. År 1625 återinträdde han i venetiansk tjänst och stred 1628 i Val Tellina samt 1629 i Lombardiet mot den kejserliga sidan. År 1633 blev han generallöjtnant och geheimekrigsråd hos lantgreven Vilhelm V av Hessen-Kassel, som sedan 1631 var Sveriges bundsförvant. Tillsammans med Georg av Lüneburg och Knyphausen intog han 1633 Hameln, men blev 1634 slagen vid Herford och Nieheim. Han förenade sig då åter med hertig Georg, bekämpade i huvudsak framgångsrikt den ligistiske generalen von Bönnighausen och förenade sig år 1636 med en svensk här till Hanaus undsättning. 
Tidvis i förening med svenska trupper, tidvis med franska, kämpade Peter Melander i Westfalen till 1640, då han till följd av missnöje med Hessens politik avsade sig sitt befäl och började förhandla med den kejserliga sidan. År 1641 upphöjde kejsaren honom till riksgreve och 1642 utnämndes han till fältmarskalk, men han trädde i tjänst först år 1645. Efter Matthias Gallas död erhöll han överbefälet över alla kejserliga och ligistiska härarna. Efter att förgäves försökt undsätta det av Carl Gustaf Wrangel belägrade Eger, förenade han sig med bayrarna under Gronsfeld och tvingade Wrangel till ett hastigt återtåg. Till följd av en konflikt med Gronsfeld bröt han med denne och tågade mot Hessen i november 1647. Vid belägringen av Marburgs slott sårades han och drog sig i januari 1648 tillbaka på andra sidan Donau. Den förenade svensk-franska hären under Wrangel och Henri de la Tour d'Auvergne de Turenne uppsökte honom och slog honom vid Zusmarshausen den 7 maj (g.s.)/17 maj (n.s.) 1648, varvid han stupade i striden.

### Fotnoter
1. ↑  NF uppger 1585 som födelseår. Tyskspråkiga Wikipedia anger 1589 som belagt och att 1585 anges i äldre litteratur. Årtalet 1589 bekräftas av Tyska Nationalbiblioteket.